# Namíbia a 2016. évi nyári olimpiai játékokon
Namíbia a brazíliai Rio de Janeiróban megrendezett 2016. évi nyári olimpiai játékok egyik részt vevő nemzete volt. Az országot az olimpián 4 sportágban 10 sportoló képviselte, akik érmet nem szereztek.

## Atlétika
Férfi
| Versenyző         | Versenyszám | Döntő   | Döntő    |
| Versenyző         | Versenyszám | Idő     | Helyezés |
| ----------------- | ----------- | ------- | -------- |
| Mynhardt Kauanivi | Maraton     | 2:20:45 | 70.      |

Női
| Versenyző        | Versenyszám | Döntő   | Döntő    |
| Versenyző        | Versenyszám | Idő     | Helyezés |
| ---------------- | ----------- | ------- | -------- |
| Alina Armas      | Maraton     | 2:44:20 | 75.      |
| Helalia Johannes | Maraton     | 2:39:55 | 56.      |
| Beata Naigambo   | Maraton     | 2:36:32 | 41.      |

## Kerékpározás

### Hegyi-kerékpározás
| Versenyző        | Versenyszám      | Idő        | Helyezés |
| ---------------- | ---------------- | ---------- | -------- |
| Michelle Vorster | Női terepverseny | lekörözték | 26.      |

### Országúti kerékpározás
Férfi
| Versenyző  | Versenyszám   | Idő           | Helyezés      |
| ---------- | ------------- | ------------- | ------------- |
| Dan Craven | Mezőnyverseny | nem ért célba | nem ért célba |
| Dan Craven | Időfutam      | 1:27:47,93    | 35.           |

Női
| Versenyző   | Versenyszám   | Idő           | Helyezés      |
| ----------- | ------------- | ------------- | ------------- |
| Vera Looser | Mezőnyverseny | nem ért célba | nem ért célba |

## Ökölvívás
Férfi
| Versenyző         | Versenyszám  | Selejtező                  | Nyolcaddöntő                 | Negyeddöntő       | Elődöntő          | Döntő             | Helyezés |
| Versenyző         | Versenyszám  | Ellenfél Eredmény          | Ellenfél Eredmény            | Ellenfél Eredmény | Ellenfél Eredmény | Ellenfél Eredmény | Helyezés |
| ----------------- | ------------ | -------------------------- | ---------------------------- | ----------------- | ----------------- | ----------------- | -------- |
| Mathias Hamunyela | Papírsúly    | Rufat Huseynov (AZE) · 3-0 | Birzsan Zsakipov (KAZ) · 0-3 | kiesett           | kiesett           | kiesett           | 9.       |
| Jonas Jonas       | Kisváltósúly | Hassan Amzile (FRA) · 0-3  | kiesett                      | kiesett           | kiesett           | kiesett           | 17.      |

## Sportlövészet
Női
| Versenyző   | Versenyszám | Selejtező | Selejtező | Elődöntő | Elődöntő | Döntő   | Döntő    |
| Versenyző   | Versenyszám | Pont      | Helyezés  | Pont     | Helyezés | Pont    | Helyezés |
| ----------- | ----------- | --------- | --------- | -------- | -------- | ------- | -------- |
| Gaby Ahrens | Trap        | 66        | 9.        | kiesett  | kiesett  | kiesett | kiesett  |